# LIX Campeonato Nacional e Internacional Abierto Mexicano de Ajedrez
El LIX Campeonato Nacional e Internacional Abierto Mexicano de Ajedrez se llevó a cabo en la ciudad de Puebla, Puebla del 26 al 31 de marzo de 2013, con 18 categorías, desde la infantil de menores de 8 años hasta la senior de 50. Fue organizado por la FENAMAC en coordinación con la CONADE, la BUAP, el Instituto Poblano de la Juventud y el Deporte y la Asociación de Ajedrez del Estado de Puebla, con el aval de la CODEME, teniendo como sede las instalaciones del Complejo Cultural Universitario de la Benemérita Universidad Autónoma de Puebla.  Confronta año tras año a los mejores jugadores de México y a varios internacionales destacados.